# Херепея
Херепея (рум. Herepeia) — село у повіті Хунедоара в Румунії. Входить до складу комуни Вецел.
Село розташоване на відстані 304 км на північний захід від Бухареста, 7 км на захід від Деви, 114 км на південний захід від Клуж-Напоки, 124 км на схід від Тімішоари.

## Населення
За даними перепису населення 2002 року у селі проживали 109 осіб, з них 105 осіб (96,3%) румунів. Рідною мовою 106 осіб (97,2%) назвали румунську.